# Скелетон на зимних Олимпийских играх 2022 — квалификация
В соревнованиях по скелетону на зимних Олимпийских играх 2022 года смогут принять участие 50 спортсменов (25 мужчин и 25 женщин), которые будут соревноваться в двух дисциплинах. Каждая страна может быть представлена не более чем 6-ю спортсменами (3 мужчины и 3 женщины).

## Правила квалификации
Квалификация скелетонистов для участия в Олимпийских играх осуществляется на основании рейтинга IBSF (англ. IBSF Ranking) по состоянию на 16 января 2022 года. Рейтинг составляется из баллов, полученных в рамках Кубка мира, Интерконтинентального кубка, Кубка Европы и Кубка Северной Америки. В каждой дисциплине страна может быть представлена максимум тремя спортсменами.
Мужчины
- Тремя спортсменами на Играх могут быть представлены 2 страны, трое скелетонистов которых занимают наивысшее место в рейтинге.
- Двумя спортсменами на Играх могут быть представлены 6 стран, двое скелетонистов которых занимают наивысшее место в рейтинге.
- Одним спортсменом на Играх могут быть представлены 7 стран, лучшие скелетонисты которых занимают наивысшее место в рейтинге.

Женщины
- Тремя спортсменками на Играх могут быть представлены 2 страны, трое скелетонисткок которых занимают наивысшее место в рейтинге.
- Двумя спортсменками на Играх могут быть представлены 4 стран, двое скелетонисткок которых занимают наивысшее место в рейтинге.
- Одной спортсменкой на Играх могут быть представлены 11 стран, лучшие скелетонистки которых занимают наивысшее место в рейтинге.

Хозяевам Игр гарантировано по одной квоте в каждой дисциплине. Неиспользованные хозяевами квоты перераспределяются в соответствии с рейтингом IBSF.
Квалификационный период
| Соревнование            | Период                           |
| ----------------------- | -------------------------------- |
| Квалификационный период | 15 октября 2020 — 16 января 2022 |

## Квалифицированные страны
17 января 2022 года IBSF опубликовала итоговый рейтинг, на основании которого квоты были распределены следующим образом.
| Страна                          | Мужчины | Женщины | Всего |
| ------------------------------- | ------- | ------- | ----- |
| Американские Виргинские Острова |         | 0+1     | 1     |
| Американское Самоа              | 1       |         | 1     |
| Австралия                       | 1       | 1       | 2     |
| Австрия                         | 2       | 1       | 3     |
| Бельгия                         |         | 1       | 1     |
| Бразилия                        |         | 1       | 1     |
| Великобритания                  | 2       | 2       | 4     |
| Германия                        | 3       | 3       | 6     |
| Испания                         | 1       |         | 1     |
| Италия                          | 2       | 1       | 3     |
| Канада                          | 1       | 2       | 3     |
| Китай                           | 2       | 2       | 4     |
| Латвия                          | 2       | 1       | 3     |
| Нидерланды                      |         | 1       | 1     |
| Пуэрто-Рико                     |         | 1       | 1     |
| Россия                          | 3       | 3       | 6     |
| США                             | 1       | 2       | 3     |
| Украина                         | 1       |         | 1     |
| Франция                         |         | 1 0     | 0     |
| Чехия                           |         | 1       | 1     |
| Швейцария                       | 1       |         | 1     |
| Республика Корея                | 2       | 1       | 3     |
| ВСЕГО: 21 НОК                   | 25      | 25      | 50    |

### Перераспределение квот
Перечень НОК, которые могли получить квоту в случае перераспределения. Право имеют только те НОК, которые ещё не получили квоты согласно рейтингу.
| Мужчины                                                 | Женщины |
| ------------------------------------------------------- | ------- |
| Румыния · Ирландия · Израиль · Япония · Франция · Дания | Швеция  |